# 塔盧拉十一號縣區 (伊利諾伊州默納德縣)
塔盧拉十一號鎮區（英語：Tallula No.11 Precinct）是位於美國伊利諾伊州默納德縣的一個縣區。

## 地方資料
根據2010年美國人口普查的數據，塔盧拉十一號鎮區的面積為99.86平方千米，當中陸地面積為99.86平方千米，而水域面積為0.00平方千米。當地共有人口816人，而人口密度為每平方千米8.17人。